# Bundesautobahn 43
De Bundesautobahn 43 (kort BAB 43, A43 of 43) is een Duitse autosnelweg die begint bij Münster (Kreuz Münster-Süd) en loopt via Recklinghausen, Herne en Bochum naar het noorden van Wuppertal (Kreuz Wuppertal-Nord). De snelweg doorkruist het westelijke gedeelte van het Münsterland en het Ruhrgebied. De A43 begint en eindigt op de A1 en dient vooral als ontlasting voor de A1, omdat het verkeer ook via deze weg van en naar het Ruhrgebied wordt geleid. 

## Planningsgeschiedenis en bouw

### Trajectdeel Münster - Wuppertal
In de jaren 60 werd tussen Münster, Recklinghausen, Bochum en Wuppertal de snelwegachtige Ersatzbundesstraße (EB) 51 gepland. Midden jaren 60 bevonden zich de gedeeltes Recklinghausen/Herten tot Bochum-Riemke, Bochum-Riemke tot Kreuz Bochum evenals Kreuz Münster-Süd tot de al in de jaren 50 gereed zijnde randweg Münster in bouw. Dit werd gevolgd door de start van het traject van Kreuz Bochum tot Kreuz Wuppertal-Nord en de bouw van Kreuz Münster tot aansluiting Senden.
In het wegenplan voor de bouw van federale wegen in de periode van 1971 tot 1985 was het trajectdeel tussen Münster en het noordelijke deel van de dubbelaansluiting Recklinghausen/Herten als snelwegachtige B51 gepland, terwijl het gedeelte tussen Recklinghausen en Wuppertal de status als snelweg met het interne nummer A77 kreeg. Echter al in 1973 was het volledige traject tussen de knooppunten Münster-Süd en Wuppertal-Nord onder het nummer A77 gebracht.
Met de invoering van de nieuwe snelwegnummering op 1 januari 1975 werd het hele traject hernummerd naar A43, waarbij op een later moment tussen het geplande knooppunt zuidelijk van Sprockhövel en Kreuz Wuppertal-Nord een verlenging volgen zou (zie ook paragraaf "Trajectdeel Sprockhövel - Leverkusen").
Het laatste ontbrekende deel tussen aansluiting Nottuln en Lavesum werd in 1981 gesloten. Daarmee was de snelweg tussen Münster en Wuppertal volledig te gebruiken.
De snelweg werd als volgt vrijgegeven voor het verkeer:
| Trajectdeel                                                                                        | Jaar | Lengte  | Opmerking |
| -------------------------------------------------------------------------------------------------- | ---- | ------- | --- |
| Kreuz Münster-Süd - randweg Münster                                                                | 1965 | 4,7 km  | |
| noodaansluiting randweg Recklinghausen - aansl. Bochum-Riemke                                      | 1967 | 10,5 km | |
| aansl. Bochum-Riemke - Kreuz Bochum                                                                | 1967 | 4,8 km  | |
| aansl. Witten-Heven - Kreuz Wuppertal-Nord                                                         | 1970 | 16,4 km | |
| Kreuz Bochum - aansl. Witten-Heven                                                                 | 1971 | 5,6 km  | |
| aansl. Senden - Kreuz Münster-Süd                                                                  | 1972 | 4,7 km  | daaronder een 2,2 kilometer lange deel tussen de noodaansluiting aan de B235 (oud) bij Albachten en Kreuz Münster-Süd die al in 1968 gereed was |
| aansl. Nottuln - aansl. Senden                                                                     | 1976 | 5,7 km  | |
| noodaansluiting randweg Recklinghausen - dubbelaansluiting Recklinghausen/Herten (noordelijk deel) | 1976 | 2,5 km  | |
| dubbelaansluiting Recklinghausen/Herten (noordelijk deel) - aansl. Marl-Nord                       | 1979 | 9,8 km  | |
| aansl. Marl-Nord - aansl. Lavesum                                                                  | 1980 | 9,1 km  | |
| aansl. Lavesum - aansl. Nottuln                                                                    | 1981 | 20,8 km | |

### Trajectdeel Münster - Gütersloh

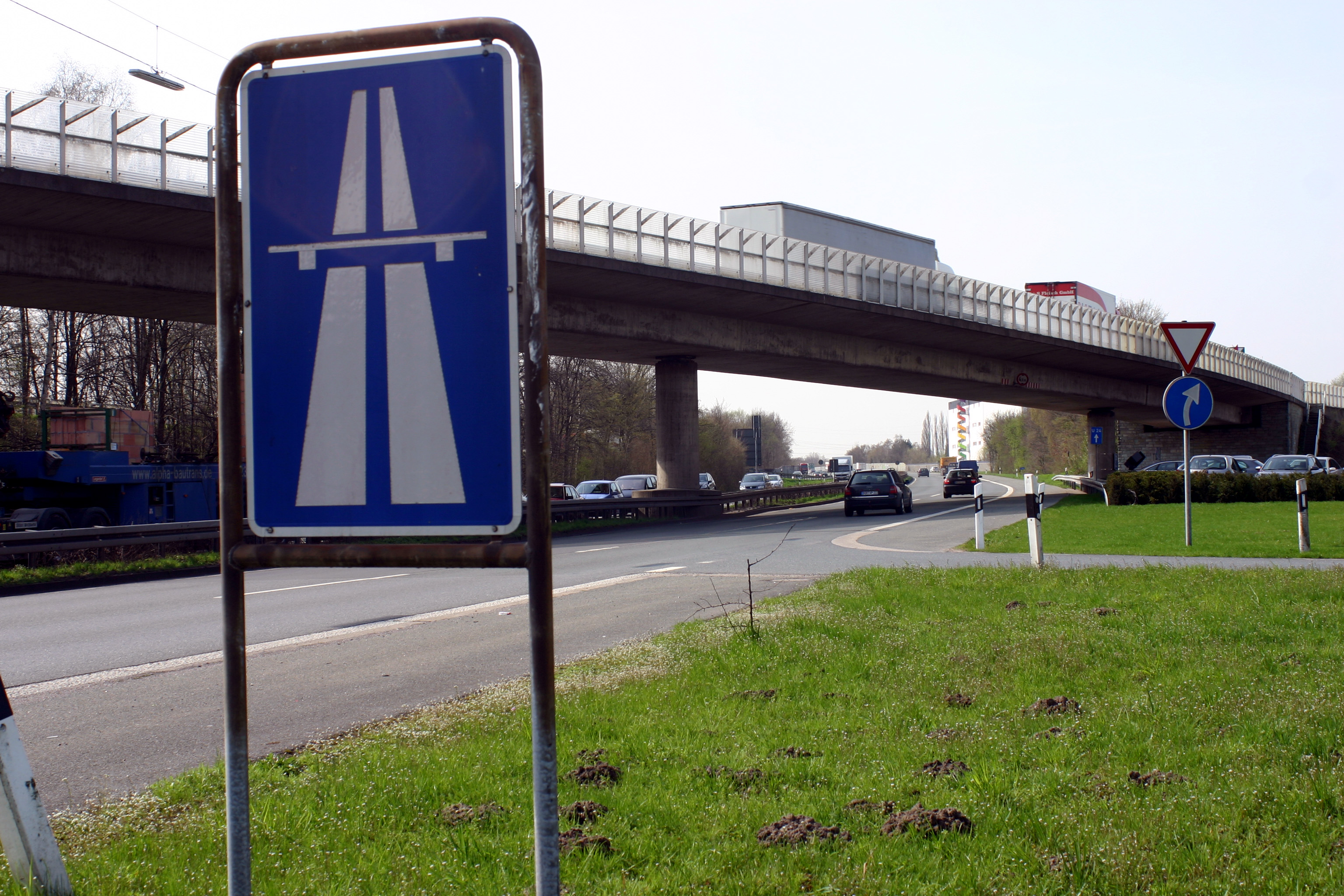
Begin van snelweg bij Münster. Officieel is dit gedeelte nog onderdeel van de B51. (2006)

Kaart met de A43 (blauw) en de geplande delen (oranje) in 1976

Al in de jaren 60 was een snelwegachtige nieuwbouw van de B51 tussen Münster/St. Mauritz en Telgte gepland, die op een tussen Telgte, Milte, noordelijk van Warendorf en Sassenberg nieuwe tweestrookse Bundesstraße aansluiten zou. In het wegenplan voor de bouw van federale wegen in de periode 1971 tot 1985 was toen een vierstrookse nieuwbouw tussen Münster, Telgte, Sassenberg, Harsewinkel, Marienfeld en Gütersloh als B51, B64n en B513 voorzien. Bij Gütersloh zou het traject op de vierstrookse nieuwe B61 (later A47) uitmonden.
Midden jaren 70 werd dit plan door de eerste wijziging van het wegenplan voor de periode van 1971 tot 1985, gepubliceerd op 5 augustus 1976, veranderd. Met het invoeren van de nieuwe snelwegnummering op 1 januari 1975 zou het traject als A43 alleen nog bij Hiltrup zuidelijk van Münster van de B51-tracé afbuigen en zuidelijk van Wolbeck, Alverskirchen, Freckenhorst, noordelijk van Westkirchen, Lette, Clarholz en Herzebrock op de A47 noordelijk van Rheda-Wiedenbrück aansluiten.
Deze verlenging van de A43 werd met de tweede wijziging van het wegenplan voor de periode van 1971 tot 1985, gepubliceerd op 25 augustus 1980, geschrapt en in plaats daarvan een tweestrookse nieuwbouw van de B64n op hetzelfde tracé tussen Münster en Rheda-Wiedenbrück met prioriteitsniveau I in het wegenplan opgenomen. De derde wijziging van het wegenplan, gepubliceerd op 21 april 1986, leidde ook tot het schrappen van dit voornemen. Alleen was nog een vierstrookse ombouw van de B51 in kader van de randweg Münster met hoge prioriteit opgenomen, voor de vierstrookse verbreding van de B51 tussen St. Mauritz en Telgte evenals de nieuwbouw van de B64 westelijk van Warendorf naar Rheda-Wiedenbrück met een lage prioriteit gedacht. De Bundesverkehrswegeplan 1992 sloot hierop aan. Echter leidde dit plan tot lokale protesten. Aansluitend had de bouw van enkele randwegen de voorkeur. In het Bundesverkehrswegeplan 2003 waren de volgende plannen opgenomen:
- randweg Warendorf (9,0 km, hoge prioriteit);
- randweg Beelen (4,1 km, lage prioriteit met planningsrecht);
- randweg Herzenbrock/Clarholz (10,4 km, lage prioriteit met planningsrecht).

Echter ook tegen deze plannen was tegenstand. Zo had zich een "Interessengemeinschaft Warendorf-Süd" gevormd die zich tegen de bouw van de B64n streed. Een ondernemersinitiatief zette zich daarentegen in voor de versnelde bouw van een autoweg tussen Warendorf en Rheda-Wiedenbrück als onderdeel van een economische verbinding tussen de regionale centra Münster en Bielefeld.

### Trajectdeel Sprockhövel - Leverkusen
In het wegenplan voor de bouw van federale wegen in de periode 1971 en 1985 was zuidelijk van Sprockhövel een knooppunt van de huidige A43 met de geplande snelwegachtige B51 voorzien, die uit de omgeving van Gelsenkirchen via Wattenscheid geleid zou worden. Bij het knooppunt zou een verdere snelweg aansluiten, die het interne nummer "A160" had gekregen. Het was gepland dat de A160 de huidige A1 zuidelijk van aansluiting Gevelsberg kruist. Het verdere verloop was westelijk van Gevelsberg, oostelijk van Schwelm naar een knooppunt westelijk van Radevormwald voorzien. Voor dit knooppunt zou de A160 naar Wermelskirchen lopen en aan de huidige A1 aangesloten worden.
Met de hernummering van het West-Duitse snelwegennet op 1 januari 1975 kreeg het nieuwbouwplan B51 Gelsenkirchen - Sprockhövel het nummer A41. Bij het knooppunt zuidelijk van Spröckhovel was na de eerste wijziging van het wegenplan voor de periode 1971 tot 1985 de verlenging van de A43 over het oorspronkelijk geplande A160-tracé via Gevelsberg en Schwelm voorzien. Afwijkend tegenover de voormalige planning zou de A43 bij Radevormwald (knooppunt met de geplande A54) via Hückeswagen, Kreckersweg respectievelijk Dhünn, zuidelijk van Wermelskirchen (knooppunt met de geplande A1) naar Burscheid richting de A1 lopen. Uiteindelijk was de bedoeling de A43 van Burscheid zuidelijk van het bestaande tracé van de B51 naar Leverkusen (knooppunt met de A1 en de A59) te laten lopen, waar de A43 op de B8 zou eindigen. Al in januari 1976 was bij Dhünn alleen een knooppunt met de geplande A31 voorzien, waar de A43 eindigen zou.
Dit plan hield het echter niet lang vol. Met de tweede wijziging van het wegenplan voor de periode 1971 tot 1985, gepubliceerd op 25 augustus 1980, kwam een einde aan het plan voor de verbinding Sprockhövel - Leverkusen, omdat deze nagenoeg volledig parallel aan de A1 lopen zou. De Bundesverkehrswegeplan 1980 weerspiegelde de veranderde verkeerspolitiek in de Bondsrepubliek. Deze stond nu meer onder invloed van aanhoudende burgerprotesten tegen nieuwe snelwegen en financiële beperkingen voor de aanleg van wegen. In het wegenbouwbericht van 1980 stelde de Bondsregering dat de voornemens aan "de veranderde condities, in het bijzonder de tegenwoordige en toekomstige financiële kaders aangepast moeten worden". Als prioriteiten gelden nu de sterke aandacht voor milieu- en energiedoelstellingen, de intensivering van de dialoog met de burgers, vermijding van parallelle plannen, voorrang op investeringen in actief onderhoud en de modernisering van het bestaande netwerk aansluitend de verhoging van de veiligheid voor het toepassen van pure nieuwbouwmaatregelen. Ook met de derde wijziging van het wegenplan op 21 april 1986 bleef het traject buiten beschouwing.

## Aanpassingen
Het Kreuz Münster-Süd werd in 2008 omgebouwd. Voor de relatie van de A43 naar de A1 richting het noorden werd een fly-over met twee rijstroken gebouwd. 
Tussen Recklinghausen en Witten is de A43 zeer filegevoelig. Hierdoor zal de A43 van aansluiting Recklinghausen tot aan aansluiting Bochum-Querenburg naar 2x3 rijstroken worden verbreed. Aan het eerste bouwdeel tussen aansluiting Recklinghausen en het Rijn-Hernekanaal werd in oktober 2014 bij Kreuz Recklinghausen met de werkzaamheden begonnen. Zuidelijk van dit trajectdeel sluit zich de ombouw van Kreuz Herne aan. Hier komt het door de gestegen verkeersintensiteiten regelmatig tot file. Het project is zeer complex omdat over de snelweg een spoorbrug ligt en de ombouw plaatsvindt terwijl het verkeer over de snelweg rijdt en het spoor in gebruik is. Daardoor moesten alle plannen met de Deutsche Bahn worden afgestemd waardoor de start van de verbreding lang op zich liet wachten. 

## Snelweg-noodvliegveld voor militaire transporten in geval van conflicten
Het snelweg-noodvliegveld III/5 in de A43 werd tussen de aansluiting Nottuln (4) en Dülmen-Nord (5) aangelegd. De snelweg was hier kaarsrecht, vlak en werd niet door hindernissen overspand (bruggen of hoogspanningsmasten). Het had verwijderbare geleiderails (daaronder lag beton) en lage beplanting langs de weg. Het trajectdeel zou als noodvliegveld voor militaire transporten dienen. De landingsbaan was netto 2500 meter en bruto 2800 meter lang. 
Door de rijbaanvernieuwing werd in 2002 het noodvliegveld afgebroken. De uitneembare geleiderails en het beton in de middenberm werd door een normale middenberm met groen en vaste geleiderails vervangen. In 2011 werden de laatste zichtbare herinneringen weggehaald toen de twee parkeerplaatsen (die als platform voor vliegtuigen dienden) werden uitgebreid. 